# Stanisława Fabisiak
Stanisława Fabisiak (ur. 19 października 1933 w Płocku, zm. 12 kwietnia 2010 w Jarosławiu) – polska polityk, posłanka na Sejm PRL IX kadencji.

## Życiorys
Ukończyła Technikum Ekonomiczne w Jarosławiu. Pracowała od 1966 w Powszechnej Spółdzielni Spożywców „Społem” kolejno jako: sprzedawca, zaopatrzeniowiec, kierownik sklepu i kierownik Spółdzielczego Domu Handlowego w Jarosławiu. Zasiadała w Radzie Nadzorczej PSS „Społem” w Jarosławiu. W czerwcu 1966 wstąpiła do Polskiej Zjednoczonej Partii Robotniczej, gdzie była członkinią egzekutywy Komitetu Wojewódzkiego w Przemyślu i Komitetu Miejskiego w Jarosławiu. W 1985 uzyskała mandat posłanki na Sejm PRL IX kadencji w okręgu Przemyśl. Zasiadała w Komisji Rynku Wewnętrznego i Usług.
W uznaniu za wyróżniającą się działalność na rzecz PSS „Społem” w Jarosławiu została odznaczona Medalem 40-lecia Polski Ludowej. W 2003 wspólnie z mężem została odznaczona Medalem za Długoletnie Pożycie Małżeńskie przez prezydenta Aleksandra Kwaśniewskiego.
Pochowana na Nowym Cmentarzu w Jarosławiu.